# Klusensteiner Mühle

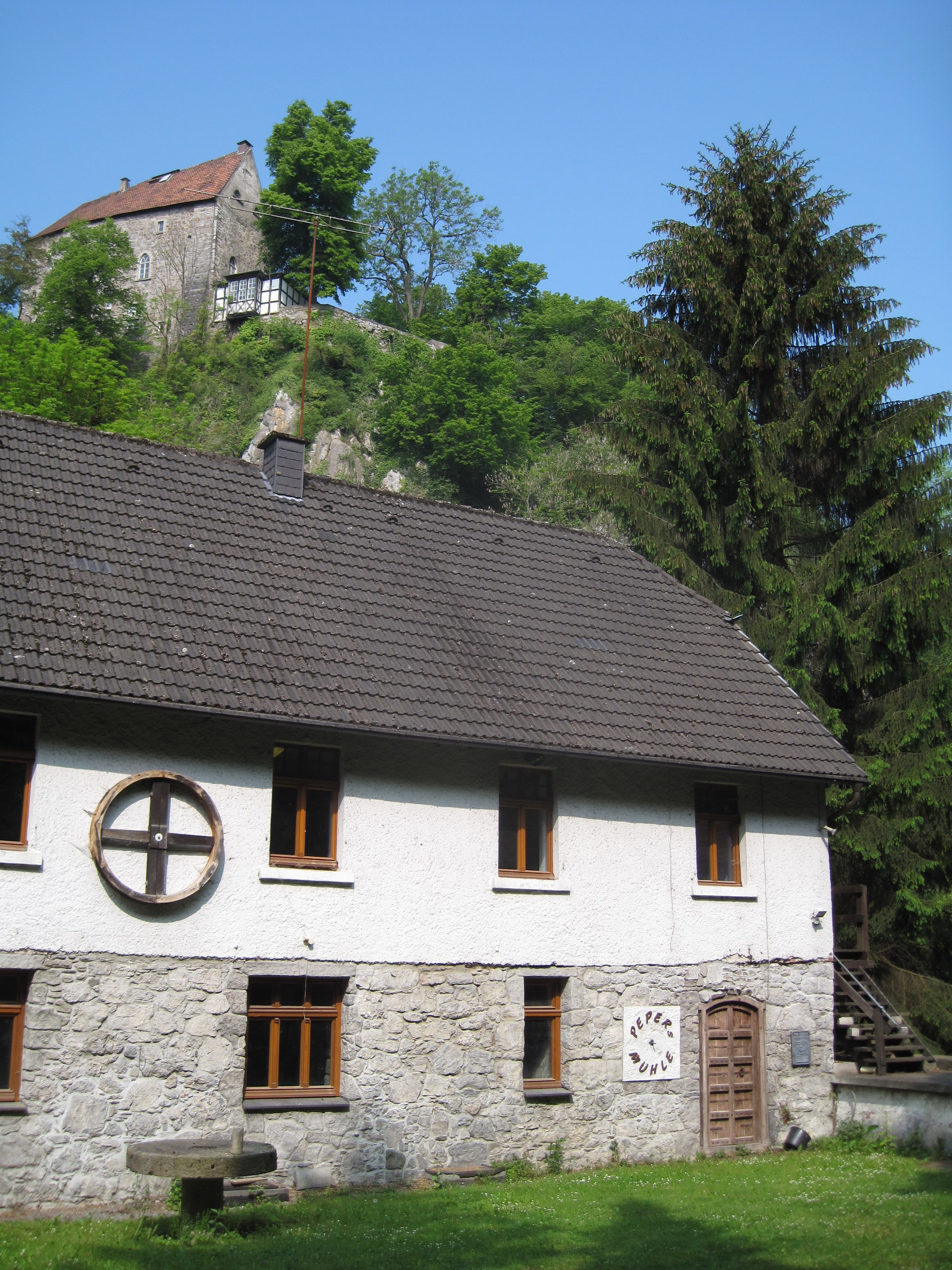
Klusensteiner Mühle von Osten

Die Klusensteiner Mühle, historisch auch Eisborner Mühle, ist als ehemalige Getreidemühle ein historisches technisches Baudenkmal im Hönnetal im Sauerland. Sie ist mit den Mauern des Unter- und Mittelgeschosses wahrscheinlich das älteste profane Gebäude der Stadt Balve im Märkischen Kreis in Nordrhein-Westfalen. Sie findet sich in romantischer Lage unterhalb der Burg Klusenstein im Naturschutzgebiet Hönnetal in einem der bedeutendsten Karstgebiete Deutschlands. Die Namensgebung leitet sich von der hier gelegenen Kluse des Hönnetals her, welche durch zwei nahe an den Fluss herantretende Felsformationen, den Klusenstein im Westen und die um 1814 dem Straßenbau gewichenen Felsnadeln Hoster-/Habichtsleie im Osten, gebildet wurde. Die schönste Ansicht der Mühle mit Fachwerkfassade hat man vom Wanderweg auf der gegenüberliegenden Hönneseite.

## Geschichte
Die bisher älteste eindeutige urkundliche Erwähnung der Klusensteiner Mühle liegt in einer Urkunde vom 25. Juni 1704 vor, welche bestätigt, dass Christian Friedrich von Haxthausen im Jahre 1653 vom Domkapitel zu Köln mit Haus und Dorf Eisborn belehnt wurde. Das Lehen umfasste unter anderem die „Mühle auf der Hallen [= Abhang] unterm Clausenstein auf der Hönnen“. Etwa aus der gleichen Zeit, vermutlich 1701, stammt eine Karte des Archivs Landsberg-Velen, die die Lage der Klusensteiner Mühle anzeigt.

### Mittelalter

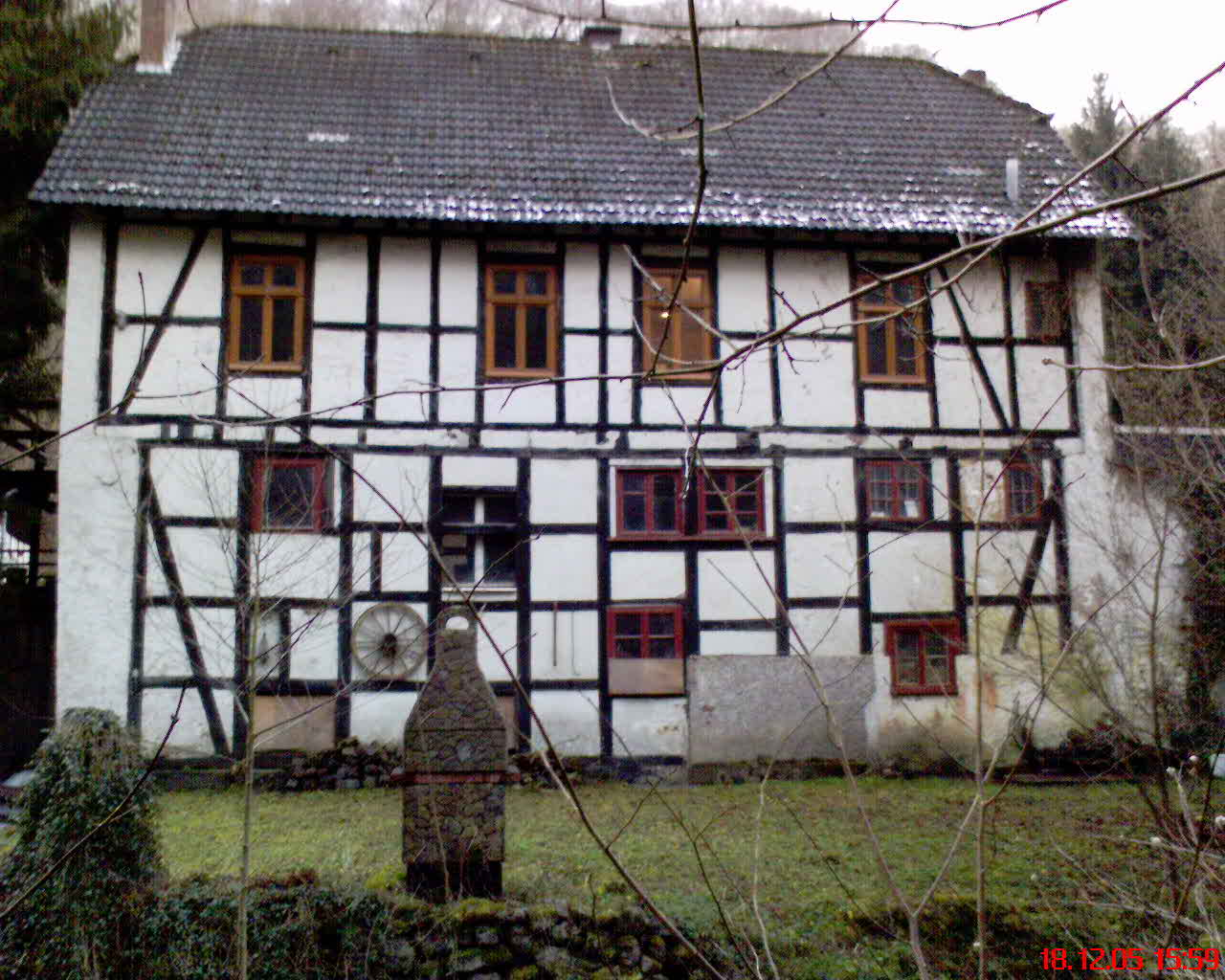
Klusensteiner Mühle von Westen

Das Balver Land um 1701. Karte des Archivs Landsberg-Velen

Doch schon im Güterverzeichnis des Grafen Ludwig von Arnsberg (1281–1313) findet sich unter fünf erwähnten Mühlen eine, mit der ein auf der 1500 Meter südlich der Klusensteiner Mühle gelegenen Burg Binolen stationierter Burgmann und Ministeriale belehnt wurde. Allerdings weist die Hönne bei Binolen eine Versickerungsstrecke auf, so dass Binolen selbst als Mühlenstandort kaum geeignet erscheint, und tritt erst oberhalb des Klusensteiner Stauwehrs wieder an die Oberfläche.
Die Klusensteiner Mühle gehörte in der Feudalzeit zur Grundherrschaft Eisborn, welche nacheinander die Herren von Binolen, Hanxleden und Haxthausen innehatten.

### Neuzeit
Im 18. Jahrhundert gab es verheerende Hönnefluten, wohl im Gefolge der vorausgegangenen exzessiven Waldrodung. Die Mühle musste in den Jahren 1707, 1740, 1774 und 1815 jeweils neu aufgebaut werden. Davon zeugt auch die unruhige Bausubstanz. Insbesondere die auf der Flussseite fehlende und durch Fachwerk ersetzte Bruchsteinmauerung im Unter- und Mittelgeschoss weist auf eine wechselvolle Geschichte hin.
Im 19. Jahrhundert war die Mühle im Besitz des auf Schloss Wocklum in Balve ansässigen Grafen von Landsberg-Velen und Gemen, welcher auch die Luisenhütte Wocklum betrieb. Um 1814 wurde das Hönnetal durch den Bau einer längs der Talsohle verlaufenden Landstraße Menden–Balve erschlossen, nachdem die engsten Stellen durch Sprengung von Felsen passierbar gemacht worden waren. Zuvor war die Mühle nur durch schmale Pfade und von Eisborn her durch einen steilen Karrenweg erreichbar.

### 20. Jahrhundert
Der Bau der Hönnetalbahn im Jahr 1912 brachte große Veränderungen. Die Bahn ermöglichte nicht nur die Anbindung von Balve und Neuenrade ans Schienennetz, sondern auch den in Dortmund ansässigen Eisenverhüttungsunternehmen Hoesch AG und Phönix AG die für die Stahlherstellung unentbehrliche Kalksteingewinnung im unmittelbar oberhalb der Mühle einmündenden Berkebachtal.
Im gleichen Jahr erwarben die Rheinisch-Westfälischen Kalkwerke (RWK), die bereits seit 1896 den Kalkabbau in Rödinghausen betrieben und mit einem zweigleisigen Bahnschluss erschlossen hatten, die Mühle zum Preis von 22.000 Mark. Bis 1914 füllten sie das straßenseitige Gelände auf und erweiterten das Gebäude in Ziegel- und Fachwerkbauweise um ein Obergeschoss und einen südlichen Anbau im Erdgeschoss. 1915 wurde eine Francis-Turbine (13 kW) installiert, die ehemals oberschlächtigen Mühlräder sind nicht erhalten. Die Turbine trieb von da an einen 110-V-Generator an, der nicht nur in der Mühle elektrische Anwendungen ermöglichte, sondern auch der Stromversorgung des landwirtschaftlichen Betriebes auf Burg Klusenstein diente. Die Klusensteiner Mühle ist nach Marktstammdatenregister das älteste in Betrieb befindliche Wasserkraftwerk im Märkischen Kreis.
In den 1920er Jahren erneuerten die RWK die Stauanlage mit einem Wehr mit einer Stauhöhe von 182,10 m über Normalnull, einem zu zwei Dritteln betonierten Obergraben, einem betonierten verdeckten Kanal und einem Turbinenschacht.
1936 erwarb der Müller Friedrich Kampmann die Anlage. Die Klusensteiner Mühle versorgte als Getreidemühle bis in die 1960er Jahre Eisborn und Umgebung.
Seit dem 15. Mai 1995 wird durch einen 400-V-Dreiphasenwechselstrom-Generator erzeugter Strom in das Niederspannungsnetz eingespeist.